# Estacada

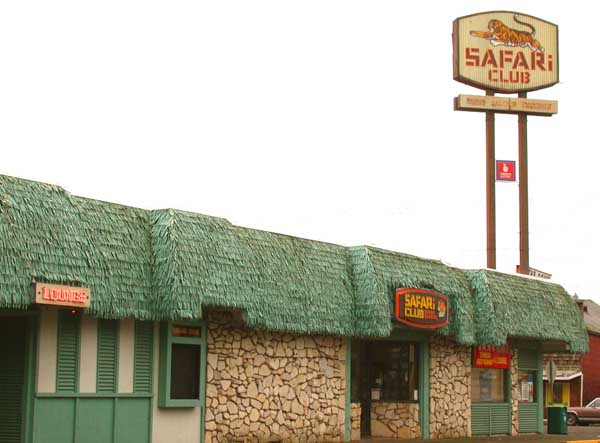
A Safari Club 2004-ben; a létesítmény később elköltözött, az épületet 2017 júniusában lebontották

Estacada (kiejtése: ˌɛstəˈkeɪdə) az Amerikai Egyesült Államok északnyugati részén, Oregon állam Clackamas megyéjében, Portlandtől 48 km-re délkeletre helyezkedik el. A 2010. évi népszámláláskor 2695 lakosa volt. A város területe 5,34 km², melyből 0,13 km² vízi.

## Történet
A település postahivatala 1904 februárjában nyílt meg, Estacada városi rangot pedig 1905 májusában kapott. A helyszínen eredetileg a Clackamas-folyón üzemelő, Portlandet ellátó vízerőmű dolgozóinak szállásai voltak. Mivel a területet közúton nem lehetett elérni, a gát építőinek szállítására az Oregon Power Railway Company Portland és Estacada között vasútvonalat létesített.
A Hotel Estacada megépülte után a település vasúti kapcsolatának köszönhetően a portlandiek kedvenc hétvégi pihenőhellyé vált. A vonatok vegyes üzemben közlekedtek, utasokat és teherszállítmányokat is fuvaroztak. A gát elkészülte után a helyi gazdaság fő mozgatórugója a faipar lett. A 20. század elején villamos közlekedett Portlandig. A korábbi vasútvonalat teljesen felszámolták.

### Elnevezés
A város nevének eredetéről több elmélet is napvilágot látott. Egyik ilyen szerint a név a település egyik vezetője lányai, Esther és Katie nevéből származik, de róluk nem áll rendelkezésre információ.
Egy másik teória szerint az elnevezés a spanyol „Estacado” szóból ered, melynek jelentése „cölöpökkel kijelölt”. A nevet először George Kelly javasolta az Oregon Water Power Townsite Company felsővezetőinek 1903. december 27-i megbeszélésén. Kelly a nevet véletlenszerűen választotta ki; a térképen a texasi Llano Estacado helyére bökött. Más javaslatok voltak még a Rochester, a Lowell és a Lynn. Az USA-ban még egy azonos nevű hely található Arizonában.

## Földrajz és éghajlat

### Földrajz
A Népszámlálási Hivatal adatai alapján a város területe 5,34 km², melyből 0,13 km² vízi.
A település körül nagyrészt farmok találhatóak; a területet délről Springwater, nyugatról Eagle Creek, északról és délről pedig a Hood-hegyi Nemzeti Erdő határolja.

#### Vízszabályozás
Az Estacadán átfolyó Clackamas-folyó a Willamette-, az pedig a Columbia-folyóba torkollik. A Clackamas-folyó Estacadától északra húzódó szakaszán négy gát (River Mill, a Faraday és Oak Grove terelőgátak és North Fork) épült; az Oak Grove-gát a folyó Oak Grove-i ágán található.
A gátakat és a hozzájuk kapcsolódó infrastrukturát a Portland General Electric üzemelteti. A Faraday-gát elődje a Cazadero, amely az 1964 karácsonyán zajló áradás során megsemmisült.

### Éghajlat
A város éghajlata a Köppen-skála szerint meleg nyári mediterrán (Csb-vel jelölve). A legcsapadékosabb a november–január, a legszárazabb pedig a július–augusztus közötti időszak. A legmelegebb hónap július, a leghidegebb pedig január.
| Hónap                                   | Jan.  | Feb.  | Már. | Ápr. | Máj. | Jún. | Júl. | Aug. | Szep. | Okt. | Nov.  | Dec.  | Év    |
| --------------------------------------- | ----- | ----- | ---- | ---- | ---- | ---- | ---- | ---- | ----- | ---- | ----- | ----- | ----- |
| Rekord max. hőmérséklet (°C)            | 19,0  | 22,0  | 30,0 | 34,0 | 41,0 | 40,0 | 43,0 | 41,0 | 41,0  | 33,0 | 25,0  | 20,0  | 43,0  |
| Átlagos max. hőmérséklet (°C)           | 8,0   | 10,2  | 13,1 | 16,2 | 19,7 | 22,6 | 27,0 | 27,0 | 23,5  | 17,1 | 11,4  | 8,2   | 17,0  |
| Átlaghőmérséklet (°C)                   | 4,4   | 6,0   | 8,0  | 10,3 | 13,3 | 15,9 | 18,9 | 18,9 | 16,2  | 11,7 | 7,4   | 4,8   | 11,3  |
| Átlagos min. hőmérséklet (°C)           | 0,7   | 1,8   | 2,9  | 4,4  | 6,8  | 9,2  | 10,8 | 10,7 | 8,9   | 6,3  | 3,4   | 1,3   | 5,6   |
| Rekord min. hőmérséklet (°C)            | −19,0 | −18,0 | −6,0 | −3,0 | −2,0 | 0,0  | 2,0  | 3,0  | −1,0  | −6,0 | −13,0 | −21,0 | −21,0 |
| Átl. csapadékmennyiség (mm)             | 206   | 157   | 165  | 120  | 93   | 68   | 21   | 28   | 62    | 126  | 209   | 214   | 1469  |
| Forrás: Western Regional Climate Center |       |       |      |      |      |      |      |      |       |      |       |       |       |

## Népesség

### 2010
A 2010-es népszámláláskor a városnak 2695 lakója, 1062 háztartása és 672 családja volt. A népsűrűség 517,3 fő/km2. A lakóegységek száma 1155, sűrűségük 221,7 db/km2. A lakosok 92%-a fehér, 0,8%-a afroamerikai, 0,7%-a indián, 1,2%-a ázsiai, 0,2%-a a Csendes-óceáni szigetekről származik, 2,7%-a egyéb, 2,4%-a pedig kettő vagy több etnikumú. A spanyol vagy latino származásúak aránya 7,5% (6,1% mexikói, 0,1% Puerto Ricó-i, 0,1% kubai, 1,2% egyéb spanyol vagy latino származású.)
A háztartások 35,1%-ában élt 18 évnél fiatalabb. 43,8% házas, 14% egyedülálló nő, 5,5% egyedülálló férfi, 36,7% pedig nem család. 30,4% egyedül élt; 15,1%-uk 65 éves vagy idősebb. Egy háztartásban átlagosan 2,53 személy élt; a családok átlagmérete 3,16 fő.
A medián életkor 35,7 év volt. A város lakóinak 26,8%-a 18 évesnél fiatalabb, 8,3% 18 és 24 év közötti, 27,2%-uk 25 és 44 év közötti, 24,6%-uk 45 és 64 év közötti, 12,9%-uk pedig 65 éves vagy idősebb. A lakosok 49,8%-a férfi, 50,2%-a pedig nő.

### 2000
A 2000-es népszámláláskor  a városnak 2371 lakója, 850 háztartása és 591 családja volt. A népsűrűség 455,1 fő/km2. A lakóegységek száma 886, sűrűségük 170,1 db/km2. A lakosok 84,86%-a fehér, 0,17%-a afroamerikai, 1,43%-a indián, 1,77%-a ázsiai, 0,04%-a a Csendes-óceáni szigetekről származik, 9,91%-a egyéb-, 1,81%-a pedig kettő vagy több etnikumú. A spanyol vagy latino származásúak aránya 12,78% (11,4% mexikói, 0,1% Puerto Ricó-i,  1,2% pedig egyéb spanyol/latino származású.)
A háztartások 39,9%-ában élt 18 évnél fiatalabb. 50,9% házas, 13,1% egyedülálló nő; 30,4% pedig nem család. 26,2% egyedül élt; 13,9%-uk 65 éves vagy idősebb. Egy háztartásban átlagosan 2,78 személy élt; a családok átlagmérete 3,26 fő.
A város lakóinak 29,6%-a 18 évesnél fiatalabb, 10,5% 18 és 24 év közötti, 28,5%-uk 25 és 44 év közötti, 20,5%-uk 45 és 64 év közötti, 11,1%-uk pedig 65 éves vagy idősebb. A medián életkor 33 év volt. Minden 100 nőre 93,2 férfi jut; a 18 évnél idősebb nőknél ez az arány 90,9.
A háztartások medián bevétele 39 200 amerikai dollár, ez az érték családoknál $46 445. A férfiak medián keresete $37 269, míg a nőké $22 267. A város egy főre jutó bevétele (PCI) $17 049. A családok 10,1%-a, a teljes népesség 12,9%-a élt létminimum alatt; a 18 év alattiaknál ez a szám 15,8%, a 65 évnél idősebbeknél pedig 5,9%.

## Infrastruktúra

### Oktatás
A városnak két általános- (River Mill- és Clackamas River Elementary School) és egy középiskolája (Estacada Middle School), valamint egy gimnáziuma (Estacada High School) van, ezek az Estacadai Iskolakerület alá tartoznak.
A helyi közkönyvtár csatlakozott a Clackamas megyei Könyvtár-információs Hálózathoz.

### Közlekedés
A TriMet 30-as busza vasárnap kivételével naponta megáll a városháza előtt. A Sandy Area Metro ugyaninnen Sandybe indít járatokat, amelyekről át lehet szállni Gresham felé, illetve gyorsvasúti vonalakra.
A településtől 1,6 km-re északkeletre fekszik a Valley View magánrepülőtér.

## Média
A település hetilapja a Pamplin Media Group által kiadott The Estacada News.

## Fordítás
Ez a szócikk részben vagy egészben  az   Estacada, Oregon című angol Wikipédia-szócikk ezen változatának fordításán alapul.  Az eredeti cikk szerkesztőit annak laptörténete sorolja fel. Ez a jelzés csupán a megfogalmazás eredetét és a szerzői jogokat jelzi, nem szolgál a cikkben szereplő információk forrásmegjelöléseként.